# Danny Tamberelli
Daniel "Danny" Tamberelli, född 8 februari 1982 i Wyckoff, New Jersey, är en amerikansk skådespelare, komiker och musiker. Han var med i serien All that 1997-2000.